# الغواصة الألمانية يو-1221
غواصة يو-1221 غواصة يو بوت ألمانية من الفئة التاسعة سي/40 بنيت لسلاح بحرية ألمانيا النازية كريغسمارينه، في أحواض دويتشه ويرفت في بريمن خلال الحرب العالمية الثانية.